# Josef Páta
Josef Páta (27. srpna 1886 Litomyšl – 24. června 1942 Praha) byl český lingvista, slavista, bohemista, bulharista, paleoslovenista, literární historik, publicista, překladatel, knihovník, vysokoškolský pedagog a především sorabista.

## Život
Narodil se v rodině dělníka Františka Páty a Viktorie rozené Vávrové. Měl bratra Františka Pátu.
Po gymnaziálních studiích v Litomyšli (1896–1904) vystudoval na Filozofické fakultě Univerzity Karlovy (FF UK) v letech 1904–1909 bohemistiku a moderní filologii se zřetelem k slavistice. U Adolfa Černého absolvoval kurzy lužické srbštiny a své znalosti si rozšířil v rámci studijních pobytů na univerzitách v Lipsku, Záhřebu, Bělehradě a Sofii. Roku 1909 získal na FF UK titul PhDr. (Disertační práce Záměna genitivu za akuzativ v staroslověnštině a staročeštině).
Poté až do roku 1918 (s přestávkou 1914–1916, kdy sloužil v armádě) působil jako středoškolský profesor na Českoslovanské obchodní akademii v Praze a v letech 1918–1919 na pražském gymnáziu v Křemencově ulici. Od roku 1917 do 1920 byl lektorem bulharštiny na ČVUT. V roce 1920 nastoupil ve stejné pozici rozšířené o lužickou srbštinu na FF UK, kde byl po habilitaci (1922) jmenován docentem (1922–1933) a prvním mimořádným profesorem (1933–1942) stolice lužickosrbského jazyka a literatury Univerzity Karlovy. Souběžně přednášel též bulharistiku. Jeho pozornost byla zaměřena i na problémy bohemistické a kulturní styky česko-jihoslovanské. Podílel se rovněž na reedicích Gebauerových školních mluvnic češtiny.
Jako sorabista publikoval jak odborné, tak popularizační práce o lužické srbštině, ale také povšechně o Lužických Srbech a jejich životě. Ve věci Lužických Srbů se angažoval nejen společensky, ale i politicky: v roce 1919 například v rámci spolkové činnosti veřejně vyzval k vytvoření samostatného lužického státu. V posilování vztahů mezi slovanskými národy, zejména mezi Čechy a Lužickými Srby, pokračoval i po zbytek života, kritizoval například útlak Lužických Srbů nastupujícím nacismem.
V období protektorátu mu bylo okupačními úřady zakázáno přednášet, po uzavření českých vysokých škol pracoval jako publicista a navázal již na podzim 1939 spolupráci s domácím odbojem a v knihovně Národního muzea v Praze. V rámci druhé heydrichiády pak byl 9. června 1942 zatčen a po krátkém věznění v Terezíně popraven 24. června na Kobyliské střelnici. Dne 2. července 1942 byl tamtéž popraven jeho bratr František Páta.

### Ocenění
- Mimořádný člen Královské české společnosti nauk (od 12. 1. 1938)[6]
- Řádný člen České akademie věd a umění (in memoriam 28. 5. 1946)[6]
- Řádný profesor lužickosrbského jazyka a literatury Univerzity Karlovy (in memoriam 1947)[3]

## Dílo

### Výběrová bibliografie
- Zlomek evangelistáře XII. stol. Sofijské národní knihovny (č. 397): studie gramaticko-lexikální (1915)
- Několik kapitol z dějin styků česko-bulharských (1917)
- Lužice (1919, 1946; v lužické srbštině 1920 [překlad Jurij Wicaz],1923, v bulharštině 1924)
- Z dějin Lužických Srbů v Lipsku (1919)
- Krátká příručka hornolužické srbštiny (1920)
- Lužickosrbská čítanka (1920)
- Serbska čitanka (1920)
- Kapesní slovník Lužicko-česko-jihoslovanský a česko-lužický (1920)
- Bulharský národní básník Ivan Vazov (1921)
- Úvod do studia lužickosrbského písemnictví (1925)
- Jaroslav Vrchlický a Lužice (1927)
- Introduction à l’étude de la littérature des Serbes de Lusace: [Résumé du texte lusacien] (1929)
- Josef Dobrovský a Lužice (1929)
- Co má každý vědět o dnešní Lužici (1930, 1932)
- Aus dem kulturellen Leben der lausitzer Serben nach dem Weltkriege (Bautzen, 1930)
- Les Serbes de Lusace: Littérature et culture aprés la Grande guerre (Genéve, 1933)
- Bulharské písemnictví ve XX. století (1934)
- Naše styky s Lužicí: jubilejní sborník (s Vladimírem Zmeškalem, 1934)
- Lužice, Československo a Slovanstvo (1935)
- Lužická otázka (1936)
- Lužické stati (1937)

### Překlady
- Obrázky a povídky – František Xaver Meško; ze slovinštiny; úvodem opatřil Jan Máchal. Praha: Jan Otto, 1906
- Člověk, jenž se nikomu nehodil – Anton Strašimirov; z bulharštiny; in: 1000 nejkrásnějších novel... č. 89. Praha: J. R. Vilímek, 1915
- Pominulý – Nikola Šivarov; z bulharštiny; in: 1000 nejkrásnějších novel... č. 92. Praha: J. R. Vilímek, 1916
- Vojna – Jurij Kubščan; z lužické srbštiny; in: 1000 nejkrásnějších novel... č. 96. Praha: J. R. Vilímek, 1916
- Víra – František Xaver Meško; in: 1000 nejkrásnějších novel... č. 97. Praha: J. R. Vilímek, 1916
- Blotowski pućnik lužička Blata = Stručný průvodce po dolnolužických Blatech – A. Domanja; z lužické srbštiny; upravil do tisku a opatřil úvodem. Praha: Klub Čsl. turistů, 1920
- O bulharském národním duchu a jeho projevech – Christo Gandev; z bulharštiny. Praha: Československo-bulharská vzájemnost, 1934